# Кубок мира по конькобежному спорту 2013/2014 (этап 3)
Третий этап Кубка мира по конькобежному спорту в сезоне 2013/2014 пройдёт 29 ноября—1 декабря 2013 года на катке Алау, Астана, Казахстан с забегами на дистанциях 500, 1000, 1500 метров, а также на 5000 метров у женщин и 10000 метров у мужчин.

## Программа
| Дата      | Дистанция                                                                                             | Дивизион                         |
| 29 ноября | 500 м (жен.) 1-й забег 1500 м (муж.) 500 м (жен.) 1-й забег 5000 м (жен.) 1500 м (муж.) 5000 м (жен.) | Дивизион Б Дивизион А Дивизион Б |

| Дата      | Дистанция | Дивизион              |
| 30 ноября | 500 м (жен.) 2-й забег 500 м (муж.) 1-й забег 1500 м (жен.) 1000 м (муж.) 500 м (жен.) 2-й забег 500 м (муж.) 1-й забег 1500 м (жен.) 1000 м (муж.) | Дивизион Б Дивизион А |

| Дата      | Дистанция                                                                                | Дивизион                         |
| 1 декабря | 500 м (муж.) 2-й забег 1000 м (жен.) 500 м (муж.) 2-й забег 1000 м (жен.) 10000 м (муж.) | Дивизион Б Дивизион А Дивизион Б |

## Призёры

### Мужчины
| Дистанция                                  | Золото                     | Время    | Серебро                       | Время    | Бронза                      | Время    | Дивизион А 4 — …                                          | Время                    | Дивизион Б 1 — …                        | Время             |
| 1e 500 м А — 20 участников Б — 21 участник | Артём Кузнецов · Россия    | 34.85    | Дмитрий Лобков · Россия       | 34.86    | Роналд Мюлдер · Нидерланды  | 34.87    | 17. Алексей Есин 20. Денис Коваль                         | 35.40 35.88              | -------                                 | -------           |
| 2e 500 м                                   | Кэйитиро Нагасима · Япония | 34.69    | Мо Тхэ Бом · Республика Корея | 34.87    | Артём Кузнецов · Россия     | 34.92    | 8. Дмитрий Лобков 18. Алексей Есин 20. Денис Коваль       | 35.04 35.53 35.87        | 16. Евгений Лаленков                    | 36.32             |
| 1000 м А — 20 участников Б — 29 участников | Шани Дэвис · США           | 1:08.66  | Мирко Джакомо Ненци · Италия  | 1:08.90  | Михел Мюлдер · Нидерланды   | 1:09.02  | 12. Евгений Лаленков 16. Дмитрий Лобков 18. Алексей Есин  | 1:09.83 1:10.115 1:10.23 | 9. Денис Юсков 27. Артём Кузнецов       | 1:10.46 1:12.38   |
| 1500 м А — 20 участников Б — 31 участник   | Денис Юсков · Россия       | 1:45.06  | Кун Вервей · Нидерланды       | 1:45.23  | Збигнев Брудка · Польша     | 1:45.78  | 15. Евгений Лаленков 16. Алексей Есин 18. Алексей Суворов | 1:47.71 1:48.18          | 8. Сергей Грязцов                       | 1:48.03           |
| 10000 м                                    | Свен Крамер · Нидерланды   | 13:02.38 | Алексис Контен · Франция      | 13:14.64 | Патрик Беккерт · Нидерланды | 13:18.73 | 9. Даниил Синицын                                         | 13:26.74                 | 5. Александр Румянцев 7. Евгений Серяев | 13:18.40 13:19.06 |

### Женщины
| Дистанция                                | Золото                        | Время   | Серебро                     | Время   | Бронза                    | Время   | Дивизион А 4 — …                                             | Время             | Дивизион Б 1 — …                                                              | Время                           |
| 1e 500 м А — 20 участниц Б — 15 участниц | Ли Сан Хва · Республика Корея | 37.27   | Дженни Вольф · Германия     | 37.70   | Нао Кодайра · Япония      | 37.72   | 5. Ольга Фаткулина 11. Екатерина Малышева 20. Юлия Литейкина | 37.80 38.12 39.03 | 3. Екатерина Шихова 6. Юлия Скокова                                           | 39.080 39.24                    |
| 2e 500 м А — 20 участниц Б — 12 участниц | Ли Сан Хва · Республика Корея | 37.32   | Дженни Вольф · Германия     | 37.66   | Ольга Фаткулина · Россия  | 37.81   | 8. Екатерина Малышева 20. Юлия Литейкина                     | 38.31 39.14       | 11. Ольга Граф                                                                | 40.49                           |
| 1000 м                                   | Хизер Ричардсон · США         | 1:14.22 | Бриттани Боу · США          | 1:14.78 | Ольга Фаткулина · Россия  | 1:15.18 | 4. Юлия Скокова                                              | 1:15.66           | 7. Евгения Дмитриева                                                          | 1:18.57                         |
| 1500 м А — 18 участниц Б — 20 участниц   | Бриттани Боу · США            | 1:57.28 | Юлия Скокова · Россия       | 1:57.70 | Бриттани Шусслер · Канада | 1:57.78 | 4. Ольга Граф                                                | 1:57.90           | 2. Евгения Дмитриева 9. Анна Чернова                                          | 1:59.66 2:01.60                 |
| 5000 м А — 12 участниц Б — 29 участниц   | Мартина Сабликова · Чехия     | 6:59.88 | Клаудия Пехштайн · Германия | 7:01.10 | Ивонне Наута · Нидерланды | 7:04.64 | 7. Ольга Граф                                                | 7:11.43           | 8. Анна Чернова 17. Лада Задонская 18. Виктория Филюшкина 21. Татьяна Ушакова | 7:12.23 7:18.70 7:18.77 7:19.82 |

- При равенстве результатов победитель определяется с учётом тысячных долей секунды.